# Мэтлок (телесериал, 2024)
«Мэтлок» (англ. Matlock) — американский юридический драматический телесериал, премьера которого состоялась 22 сентября 2024 года на канале CBS. Шоураннером проекта выступила Дженни Снайдер Урман, сюжет основан на одноимённом сериале 1986 года, в котором главную роль играл Энди Гриффит. Однако, в новой версии был изменён пол главного героя (главную роль играет Кэти Бейтс) и ключевая концепция в целом. Сериал получил высокие оценки от критиков, а Кэти Бейтс была номинирована на «Золотой глобус» в категории «Лучшая драматическая актриса». Продлён на второй сезон.

## Сюжет
Будучи респектабельным адвокатом на пенсии Мэдлин Кингстон вынуждена вернуться к практике из-за смерти своей дочери Элли от передозировки. Кингстон устраивается на работу (под видом нуждающейся вдовы Мэтти Мэтлок) в юридическую фирму, которая, по ее мнению, скрывала улики с помощью которых можно было спасти её ребёнка. Чтобы завоевать доверие в фирме, она должна сперва сдружиться со своими коллегами помогая им в раскрытие сложных дел. По сюжету Элли любит смотреть оригинальный сериал «Мэтлок», и этот факт вдохновляет Мэдлин на создание своего псевдонима.

## В ролях
- Кэти Бейтс — Мэдлин «Мэтти» Мэтлок / Мэдлин Кингстон
- Скай П. Маршалл — Олимпия Лоуренс
- Джейсон Риттер — Джулиан Маркстон
- Дэвид Дель Рио — Билли Мартинеса, помощник Олимпии
- Лия Льюис — Сара Янг, помощница Олимпии
- Эме Иквуакор — Элайджа
- Аарон Харрис — Альфи Кингстон, внук Мэдлин
- Сэм Андерсон — Эдвин Кингстон, муж Мэдлин
- Бо Бриджес — Говард, отец Джулиана
- Патриция Белчер — миссис Белвин («Миссис Б»), административный менеджер
- Яэль Гробглас — Шая Бэнфилд, консультант по присяжным, физиогномист
- Пайпер Курда — Кира
- Андреа Лондо — Симона

## Производство
31 января 2023 года было объявлено, что в разработке находится ремейк сериала «Мэтлок» для телеканала CBS. Сценарий пилотного эпизода написала Дженни Снайдер Урман, она же должна была выступить исполнительным продюсером проекта, наряду с Джоанной Кляйн, Эриком Кристианом Олсеном и Кэти Бейтс. 9 мая 2023 года был одобрен полноценный первый сезон. К продюсерам присоединились Джон Уилл и Кэт Койро, последний также должен был выступить режиссёром пилотного эпизода. Сериал был перенесен на сезон 2024/25 из-за задержек производства, связанных с забастовками актёров. Позже стало известно, что он будет состоять из 18 серий. 22 октября 2024 года телеканал CBS продлил сериал на второй сезон.
После информации об участии в пилотном эпизоде, Бейтс была приглашена на главную роль. Вскоре к актёрскому составу присоединились Скай П. Маршалл, Джейсон Риттер, Дэвид Дель Рио и Лия Льюис. 8 февраля 2024 года одну из второстепенных ролей получил Бо Бриджес. В августе к проекту присоединились Андреа Лондо и Пайпер Керда.
8 сентября 2024 года Бейтс заявила, что Мэтлок станет ее последней ролью перед выходом на пенсию. 9 октября 2024 года отказалась от своего решения, заявив: «Я думаю, мои слова не правильно поняли».

## Отзывы критиков
Рейтинг сериала на сайте Rotten Tomatoes составляет 100 % со средней оценкой 7.5/10 на основе 36 обзоров. Консенсус критиков гласит: «Перезагрузка „Мэтлока“ стала триумфом благодаря неизменно сильной актёрской игре Кэти Бейтс и интригующей изюминке, которую она привносит в оригинальную концепцию легендарного сериала». Оценка проекта на сайте Metacritic составляет 73 балла из 100 на основе 12 рецензий, что приравнивается к «в целом положительному» статусу.